# Meister der Eferdinger Grablegung
Als Meister der Eferdinger Grablegung wird der mittelalterliche Bildschnitzer bezeichnet, der eine Grablegung Christi geschnitzt hat. Diese stammt aus einer Kirche in Eferding in Oberösterreich und wurde 1866 oder 1867 ins Linzer Landesmuseum verbracht. Bei der achtfigurigen holzgeschnitzten Gruppe fehlt heute der Körper Christi.
Eventuell stammt weiter ein ungefasstes Relief des Christus inmitten der Apostel vom Meister der Eferdinger Grablegung, das sich heute in Privatbesitz befindet.